# Видибірська сільська рада (Столинський район)
Видибірська сільська́ ра́да (біл. Відзіборскі сельсавет) — адміністративно-територіальна одиниця у складі Столинського району Берестейської області Білорусі. Адміністративний центр — село Видибір.

## Склад
Населені пункти, що підпорядковувалися сільській раді станом на 2009 рік:
| Населений пункт | Тип  | Населення, осіб (2009) |
| --------------- | ---- | ---------------------- |
| Видибір         | село | 470                    |
| Видиборець      | село | 43                     |
| Ворсинь         | село | 32                     |
| Вулька-Орея     | село | 195                    |
| Дубой           | село | 739                    |
| Комарники       | село | 16                     |
| Крушин          | село | 81                     |
| Осова           | село | 188                    |
| Осовці          | село | 220                    |
| Теребище        | село | 126                    |
| Юнище           | село | 247                    |

## Населення
За переписом населення Білорусі 2009 року чисельність населення сільської ради становила 2357 осіб.

### Національність
Розподіл населення за рідною національністю за даними перепису 2009 року:
| Національність               | Осіб | Відсоток |
| ---------------------------- | ---- | -------- |
| білоруси                     | 2268 | 96,22 %  |
| росіяни                      | 37   | 1,57 %   |
| поляки                       | 29   | 1,23 %   |
| українці                     | 21   | 0,89 %   |
| дві та більше національності | 1    | 0,04 %   |
| національність не вказана    | 1    | 0,04 %   |
| Разом                        | 2357 | 100 %    |